# Bolesław Krzyżanowski
Bolesław Maria Krzyżanowski, poljski general, * 8. september 1897, Jodłowa, Avstro-Ogrska, † 5. november 1951, Tarnów, Poljska.